# Acerentulus gigas
Acerentulus gigas är en urinsektsart som beskrevs av Andrzej Szeptycki 1997. Acerentulus gigas ingår i släktet Acerentulus och familjen lönntrevfotingar. Inga underarter finns listade i Catalogue of Life.